# گمینا سادکوویتسه
گمینا سادکوویتسه (به لهستانی:  Gmina Sadkowice) یک گمینا در لهستان است که در شهرستان راوا واقع شده‌است. گمینا سادکوویتسه ۱۲۱٫۰۸ کیلومتر مربع مساحت و ۵٬۷۲۵ نفر جمعیت دارد.